# Thalía (álbum de 1990)
Thalía es el álbum debut de la cantante mexicana Thalía. Fue publicado el 9 de octubre de 1990 en México bajo el sello de la discográfica Melody/Fonovisa, actualmente Universal Music. La producción musical de este proyecto fue dirigida y realizada por Alfredo Díaz Ordaz.
De este material se popularizaron los temas "Un pacto entre los dos", "Amarillo azul" y "Pienso en ti". Este álbum no debe confundirse con los otros dos lanzamientos homónimos: Thalía (2002) y Thalía (2003). Para celebrar los 31 años de la carrera de Thalía como solista, desde enero de 2021 este álbum se encuentra disponible en las plataformas digitales iTunes y Spotify.
En julio de 1991 certificó doble disco de oro en México por más de 200,000 copias vendidas, el cual fue entregado por Luis Moyano, presidente de Discos Melody de América Central, en un programa de Siempre en domingo.

## Información del álbum
A finales de 1989, Thalía anunció su salida del grupo Timbiriche para comenzar su carrera como solista. En enero de 1990, la cantante viajó a los Estados Unidos para prepararse musicalmente. En la Universidad de California, Los Ángeles (UCLA) tomó clases de inglés, baile, canto y actuación. Aprendió a tocar el bajo y saxofón con el compositor estadounidense Dave Boruff. A mediados de ese mismo año regresó a México con una nueva imagen y lanzó su primer LP el 10 de octubre con su nombre. Un pacto entre los dos se convirtió en su primer sencillo promocional para radio.

## Composición
El álbum incluye composiciones de Thalía, Alfredo Díaz Ordaz y Áureo Baqueiro, entre otros; con un estilo bastante roquero en temas como "Un pacto entre los dos", "El baile de los perros y los gatos" y "Thalismán", hasta baladas románticas como "Pienso en ti" y "El poder de tu amor". Fue publicado en los tres formatos populares de la época: LP, casete y CD. El disco fue objeto de mucha controversia, debido a las letras provocativas y originales de algunas canciones, además por la imagen sensual y vanguardista que la cantante mostraba en ese momento. "Saliva" fue censurada en varias estaciones de radio en México y "Un pacto entre los dos" fue considerada como "sadomasoquista". El disco tiene muchas influencias de su estadía en el grupo Timbiriche.

## Promoción
La presentación de esta producción se realizó en octubre de 1990 en un hotel de la Ciudad de México y asistió al programa de televisión La movida conducido por Verónica Castro en donde interpretó numerosos temas en vivo. De este álbum también se desprendieron los sencillos "Amarillo azul", "Pienso en ti" y "Saliva".

## Sencillos
Un pacto entre los dos: Sencillo principal del álbum y sencillo de debut de Thalía, la canción fue considerada en ese momento como algo sadomasoquista. También fue criticada por los sensuales y provocativos atuendos que lució Thalía en las actuaciones televisivas, pero a pesar de eso, las críticas no impidieron que la canción fuera un éxito en México. El video musical de la canción retrata a Thalía en un aeropuerto y también en una jungla, donde es perseguida por unos hombres con lanzas, arcos y flechas.
Saliva: El segundo sencillo del álbum, fue lanzado a fines de 1990. La canción causó mucha controversia en ese momento e incluso fue prohibida en varias estaciones de radio en México. El video musical con la participación de Ricky Luis también fue lanzado en 1990. La canción fue certificada oro en España.
Amarillo azul: El tercer sencillo del álbum, lanzado a principios de 1991. La canción fue escrita por Luis Cabaña y Pablo Pinilla. Obtuvo menos críticas que sus sencillos predecesores. No se lanzó ningún video musical para la canción.
Pienso en ti: El cuarto y último sencillo del álbum, lanzado a las estaciones de radio mexicanas en 1991. La canción fue escrita por el compositor Áureo Baqueiro. Thalía se lo dedicó a su novio en ese momento, el productor Alfredo Díaz. Es la primera balada que Thalía lanza como sencillo. Como "Amarillo Azul", no tiene un video musical propio. La canción alcanzó el puesto número cuatro en la Ciudad de México y el número cinco en San Salvador.

## Lista de canciones
| #  | Título                               | Escritor(es)                                        | Duración |
| -- | ------------------------------------ | --------------------------------------------------- | -------- |
| 1  | "El baile de los perros y los gatos" | Alfredo Díaz Ordaz                                  | 5:32     |
| 2  | "Libertad de expresión"              | Áureo Baqueiro                                      | 4:27     |
| 3  | "Amarillo azul"                      | Luis Cabañas (letra), Pablo Pinilla (música)        | 3:52     |
| 4  | "Aeróbico"                           | Luna Fría                                           | 3:26     |
| 5  | "Pienso en ti"                       | Áureo Baqueiro                                      | 4:49     |
| 6  | "Saliva"                             | Thalía (letra), Alfredo Díaz Ordaz (letra y música) | 3:12     |
| 7  | "Un pacto entre los dos"             | Thalía (letra), Alfredo Díaz Ordaz (letra y música) | 3:23     |
| 8  | "Thali'sman (Talismán)"              | Alfredo Díaz Ordaz                                  | 5:06     |
| 9  | "El poder de tu amor"                | Alfredo Díaz Ordaz                                  | 5:11     |
| 10 | "La tierra de nunca jamás"           | Alfredo Díaz Ordaz                                  | 5:30     |

## Certificaciones
| País   | Organismo certificador | Certificación | Ventas  |
| ------ | ---------------------- | ------------- | ------- |
| México | AMPROFON               | 2× Oro        | 200 000 |